# Einfurchenpollen-Zweikeimblättrige
Die Einteilung der Lebewesen in Systematiken ist kontinuierlicher Gegenstand der Forschung. So existieren neben- und nacheinander verschiedene systematische Klassifikationen. 
Das hier behandelte Taxon ist durch neue Forschungen obsolet geworden oder ist aus anderen Gründen nicht Teil der in der deutschsprachigen Wikipedia dargestellten Systematik.

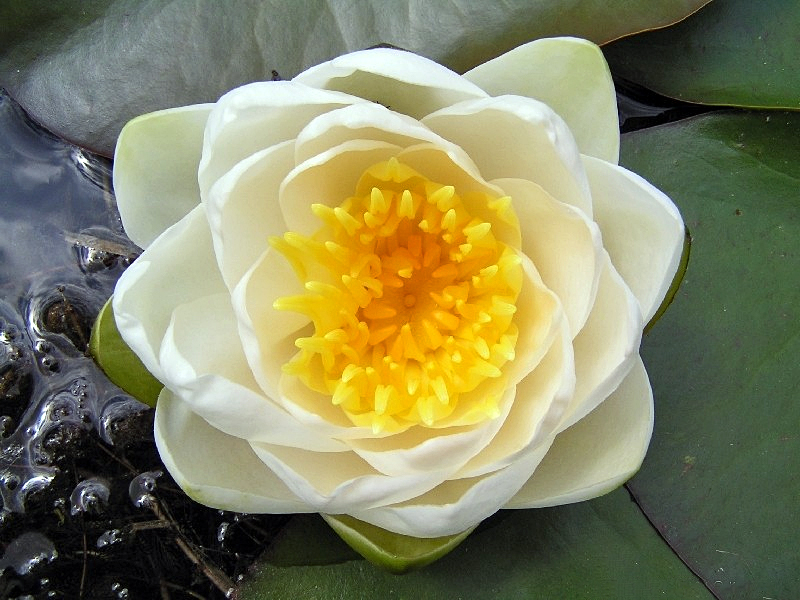
Weiße Seerose (Nymphaea alba)

Die Einfurchenpollen-Zweikeimblättrigen (Magnoliopsida) bildeten  in manchen Systematiken ein Taxon von Pflanzen aus der Abteilung der Bedecktsamer (Magnoliophyta). In aktuellen Systematiken bilden sie kein eigenes Taxon mehr, da sie paraphyletisch sind, sondern werden unter dem Begriff basale Ordnungen zusammengefasst.

## Merkmale
Die Vertreter sind meist holzige Pflanzen und besitzen ätherische Öle (Phenylpropanoide, Terpene), die sich in kugeligen Idioblasten befinden. Die Blätter sind einfach und besitzen keine Nebenblätter.
Die Blüten sind sehr unterschiedlich gestaltet. Es können zahlreiche Blütenorgane vorhanden sein, die dann meist schraubig angeordnet sind, die Blütenorgane können in dreizähligen Kreisen angeordnet sein; in manchen Fällen sind sie noch stärker reduziert. Die Fruchtblätter sind häufig frei (chorikarp). Der Pollen ist meist monocolpat, besitzt also eine Furche, worauf sich auch der deutsche Name der Gruppe bezieht.
Pflanzen der Magnoliopsida enthalten häufig Benzylisochinolin-Alkaloide und die mit diesen biosynthetisch verwandten Neolignane.

## Systematik
Die Einfurchenpollen-Zweikeimblättrigen sind paraphyletisch, das heißt, sie umfassen wahrscheinlich nicht alle Nachkommen ihres letzten gemeinsamen Vorfahren. Sie umfassen die basalen Gruppen der Bedecktsamer und besitzen zahlreiche Gemeinsamkeiten.  Insgesamt unterscheidet man etwa 10.000 Arten.
Die Verwandtschaftsverhältnisse sind durch molekularbiologische Studien inzwischen einigermaßen gut bekannt. Sie lassen sich in folgendem Kladogramm darstellen, das auch die beiden anderen Klassen der Bedecktsamer enthält. Zu den Magnoliopsida gehörende Taxa sind fett geschrieben:
|                                                                         | \| \| Klasse Dreifurchenpollen-Zweikeimblättrige (Rosopsida) \| \| \| \| \| \| Magnolienähnliche (Magnoliidae) \| \| \| \| \| \| Chloranthales \| \| \| \| \| \| Hornblattähnliche (Ceratophyllales) \| \| \| \| \| \| Klasse Einkeimblättrige (Liliopsida) \| \| Vorlage:Klade/Wartung/3 Vorlage:Klade/Wartung/4 Vorlage:Klade/Wartung/5 \| \| |
|                                                                         | |
|                                                                         | Sternanisartige (Austrobaileyales) |
|                                                                         | |
|                                                                         | Klasse Dreifurchenpollen-Zweikeimblättrige (Rosopsida) |
|                                                                         | |
|                                                                         | Magnolienähnliche (Magnoliidae) |
|                                                                         | |
|                                                                         | Chloranthales |
|                                                                         | |
|                                                                         | Hornblattähnliche (Ceratophyllales) |
|                                                                         | |
|                                                                         | Klasse Einkeimblättrige (Liliopsida) |
| Vorlage:Klade/Wartung/3 Vorlage:Klade/Wartung/4 Vorlage:Klade/Wartung/5 | |

|                                                                         | Klasse Dreifurchenpollen-Zweikeimblättrige (Rosopsida) |
|                                                                         |                                                        |
|                                                                         | Magnolienähnliche (Magnoliidae)                        |
|                                                                         |                                                        |
|                                                                         | Chloranthales                                          |
|                                                                         |                                                        |
|                                                                         | Hornblattähnliche (Ceratophyllales)                    |
|                                                                         |                                                        |
|                                                                         | Klasse Einkeimblättrige (Liliopsida)                   |
| Vorlage:Klade/Wartung/3 Vorlage:Klade/Wartung/4 Vorlage:Klade/Wartung/5 |                                                        |

|                                                                         | \| \| Klasse Dreifurchenpollen-Zweikeimblättrige (Rosopsida) \| \| \| \| \| \| Magnolienähnliche (Magnoliidae) \| \| \| \| \| \| Chloranthales \| \| \| \| \| \| Hornblattähnliche (Ceratophyllales) \| \| \| \| \| \| Klasse Einkeimblättrige (Liliopsida) \| \| Vorlage:Klade/Wartung/3 Vorlage:Klade/Wartung/4 Vorlage:Klade/Wartung/5 \| \| |
|                                                                         | |
|                                                                         | Sternanisartige (Austrobaileyales) |
|                                                                         | |
|                                                                         | Klasse Dreifurchenpollen-Zweikeimblättrige (Rosopsida) |
|                                                                         | |
|                                                                         | Magnolienähnliche (Magnoliidae) |
|                                                                         | |
|                                                                         | Chloranthales |
|                                                                         | |
|                                                                         | Hornblattähnliche (Ceratophyllales) |
|                                                                         | |
|                                                                         | Klasse Einkeimblättrige (Liliopsida) |
| Vorlage:Klade/Wartung/3 Vorlage:Klade/Wartung/4 Vorlage:Klade/Wartung/5 | |

|                                                                         | Klasse Dreifurchenpollen-Zweikeimblättrige (Rosopsida) |
|                                                                         |                                                        |
|                                                                         | Magnolienähnliche (Magnoliidae)                        |
|                                                                         |                                                        |
|                                                                         | Chloranthales                                          |
|                                                                         |                                                        |
|                                                                         | Hornblattähnliche (Ceratophyllales)                    |
|                                                                         |                                                        |
|                                                                         | Klasse Einkeimblättrige (Liliopsida)                   |
| Vorlage:Klade/Wartung/3 Vorlage:Klade/Wartung/4 Vorlage:Klade/Wartung/5 |                                                        |

|                                                                         | \| \| Klasse Dreifurchenpollen-Zweikeimblättrige (Rosopsida) \| \| \| \| \| \| Magnolienähnliche (Magnoliidae) \| \| \| \| \| \| Chloranthales \| \| \| \| \| \| Hornblattähnliche (Ceratophyllales) \| \| \| \| \| \| Klasse Einkeimblättrige (Liliopsida) \| \| Vorlage:Klade/Wartung/3 Vorlage:Klade/Wartung/4 Vorlage:Klade/Wartung/5 \| \| |
|                                                                         | |
|                                                                         | Sternanisartige (Austrobaileyales) |
|                                                                         | |
|                                                                         | Klasse Dreifurchenpollen-Zweikeimblättrige (Rosopsida) |
|                                                                         | |
|                                                                         | Magnolienähnliche (Magnoliidae) |
|                                                                         | |
|                                                                         | Chloranthales |
|                                                                         | |
|                                                                         | Hornblattähnliche (Ceratophyllales) |
|                                                                         | |
|                                                                         | Klasse Einkeimblättrige (Liliopsida) |
| Vorlage:Klade/Wartung/3 Vorlage:Klade/Wartung/4 Vorlage:Klade/Wartung/5 | |

|                                                                         | Klasse Dreifurchenpollen-Zweikeimblättrige (Rosopsida) |
|                                                                         |                                                        |
|                                                                         | Magnolienähnliche (Magnoliidae)                        |
|                                                                         |                                                        |
|                                                                         | Chloranthales                                          |
|                                                                         |                                                        |
|                                                                         | Hornblattähnliche (Ceratophyllales)                    |
|                                                                         |                                                        |
|                                                                         | Klasse Einkeimblättrige (Liliopsida)                   |
| Vorlage:Klade/Wartung/3 Vorlage:Klade/Wartung/4 Vorlage:Klade/Wartung/5 |                                                        |

|                                                                         | \| \| Klasse Dreifurchenpollen-Zweikeimblättrige (Rosopsida) \| \| \| \| \| \| Magnolienähnliche (Magnoliidae) \| \| \| \| \| \| Chloranthales \| \| \| \| \| \| Hornblattähnliche (Ceratophyllales) \| \| \| \| \| \| Klasse Einkeimblättrige (Liliopsida) \| \| Vorlage:Klade/Wartung/3 Vorlage:Klade/Wartung/4 Vorlage:Klade/Wartung/5 \| \| |
|                                                                         | |
|                                                                         | Sternanisartige (Austrobaileyales) |
|                                                                         | |
|                                                                         | Klasse Dreifurchenpollen-Zweikeimblättrige (Rosopsida) |
|                                                                         | |
|                                                                         | Magnolienähnliche (Magnoliidae) |
|                                                                         | |
|                                                                         | Chloranthales |
|                                                                         | |
|                                                                         | Hornblattähnliche (Ceratophyllales) |
|                                                                         | |
|                                                                         | Klasse Einkeimblättrige (Liliopsida) |
| Vorlage:Klade/Wartung/3 Vorlage:Klade/Wartung/4 Vorlage:Klade/Wartung/5 | |

|                                                                         | Klasse Dreifurchenpollen-Zweikeimblättrige (Rosopsida) |
|                                                                         |                                                        |
|                                                                         | Magnolienähnliche (Magnoliidae)                        |
|                                                                         |                                                        |
|                                                                         | Chloranthales                                          |
|                                                                         |                                                        |
|                                                                         | Hornblattähnliche (Ceratophyllales)                    |
|                                                                         |                                                        |
|                                                                         | Klasse Einkeimblättrige (Liliopsida)                   |
| Vorlage:Klade/Wartung/3 Vorlage:Klade/Wartung/4 Vorlage:Klade/Wartung/5 |                                                        |

Die Verhältnisse zwischen den fünf oberen Gruppen sind noch nicht mit hinreichender Sicherheit aufgeklärt, sodass hier kein klare Unterteilung vorgenommen werden kann.
Die Magnoliopsida werden in vier Unterklassen unterteilt, die neun Ordnungen enthalten, wobei zwei Ordnungen keiner Unterklasse zugeordnet sind:
- Amborellales mit der einzigen Art:
  - Amborella trichopoda
- Sternanisartige (Austrobaileyales)
- Unterklasse Seerosenähnliche (Nymphaeidae)
  - Nymphaeales
- Unterklasse Ceratophyllidae
  - Ceratophyllales
- Unterklasse Chloranthidae
  - Chloranthales
- Unterklasse Magnolienähnliche (Magnoliidae)
  - Magnolienartige (Magnoliales)
  - Lorbeerartige (Laurales)
  - Canellales
  - Pfefferartige (Piperales)